# Manigadde, Ankola
Manigadde là một làng thuộc tehsil Ankola, huyện Uttar Kannad, bang Karnataka, Ấn Độ.